# Saison 2 de Grand Galop
Cet article présente le guide des épisodes de la deuxième saison du feuilleton télévisé Grand Galop.

## Épisode 1:Un invité de marque[1/2]
- France :
- Australie :

## Épisode 2:Un invité de marque[2/2]
- France :
- Australie :

## Épisode 3:Une championne au Pin creux[1/2]
- France :
- Australie :

## Épisode 4:Une championne au Pin creux[2/2]
- France :
- Australie :

## Épisode 5:Il faut sauver Comanche
- France :
- Australie :

## Épisode 6:De l'amour dans l'air
- France :
- Australie :

## Épisode 7:Kidnapping au Pin creux
- France :
- Australie :

## Épisode 8:Au revoir Dorothée
- France :
- Australie :

## Épisode 9:Changement au Pin creux
- France :
- Australie :

## Épisode 10:Libre comme l'air[1/2]
- France :
- Australie :

- Raffael

## Épisode 11:Libre comme l'air[2/2]
- France :
- Australie :

## Épisode 12:Course contre le temps
- France :
- Australie :

## Épisode 13:Mauvais jour pour Stéphanie
- France :
- Australie :

## Épisode 14:Filles contre garçons
- France :
- Australie :

## Épisode 15:Une foi aveugle
- France :
- Australie :

## Épisode 16:Cavalier d'un soir
- France :
- Australie :

## Épisode 17:Drew, reviens
- France :
- Australie :

## Épisode 18:Le secret de Chelsea
- France :
- Australie :

## Épisode 19:Un pensionnaire remuant[1/3]
- France :
- Australie :

## Épisode 20:Un pensionnaire remuant[2/3]
- France :
- Australie :

## Épisode 21:Un pensionnaire remuant[3/3]
- France :
- Australie :

## Épisode 22:Les jeux sont faits[1/2]
- France :
- Australie :

## Épisode 23:Les jeux sont faits[2/2]
- France :
- Australie :

## Épisode 24:Impair et manque
- France :
- Australie :

## Épisode 25:Un choix respectable
- France :
- Australie :

## Épisode 26:Une fin en beauté
- France :
- Australie :